# Opel Olympia
Opel Olympia är en småbil från Opel som tillverkades 1935-1940, 1947-1953 samt 1967-1970.
Opel Olympia var 1935 den första massproducerade bilen helt i stål. Den var revolutionerande för Opels biltillverkning genom punktsvetsning, nya material och ny produktionslinje. Före andra världskriget fanns den i två versioner: 1935-1937 hade Olympia en 1,3-liters motor och 1937-1940 en 1,5-liters motor. Mellan 1935 och 1940 tillverkades över 168 000 bilar.
Namnet Olympia återupptogs 1967 och då som en lyxversion av Opel Kadett B. 

## Olympia '35 (1935–37)
För 2 500 Riksmark erbjöds en riktig fyrsitsig bil med en 1,3 liters, 4-cylindrig motor på 24 hk som klarade 95 km/h. Den var bakhjulsdriven med en 3-växlad låda. 1937 kom en 4-växlad låda.  
Bilen fanns i två versioner, en två-dörrars sedan och en två-dörrars cabriolet. 

## Olympia '38 (1937–40, 1947–49)
1937 introducerades en ny motor med 37 hk och med en topphastighet på 112 km/h. Karossen fick en ansiktslyftning. 
På grund av andra världskriget kom produktionen att avstanna under hösten 1940. Under kriget blev Opelfabriken i Rüsselsheim svårt bombskadad av de allierade. Efter fabrikens återuppbyggnad kom tillverkningen igång igen 1947. Opel Olympia OL 38 var oförändrad jämfört med förkrigsmodellen och kom att tillverkas till 1949.

## Olympia '50 (1950–53)
I januari 1950 fick Olympia en modernare kaross men bilens teknik var fortfarande baserad på sin föregångare med rötter före kriget.

## Olympia Rekord (1953–57)
I mars 1953 blev så den 18 år gamla designen utbytt mot en helt ny bil. Den hette nu Opel Olympia Rekord och hade en modern kaross. 
Se mer under Opel Rekord.

## Olympia A (1967–70)
Olympians namn återupptogs 1967. Den här gången som en lyxversion av Opel Kadett B. Motorn var på 1,1 liter och gav 60 hk samt en 1,7 liters motor på 75 hk och en stor 1,9 liters motor på hela 90 hk som vanligtvis fanns i Rekorden.
Det fanns tre karossvarianter:
- 2-dörrars sedan
- 4-dörrars sedan
- 2-dörrars coupé

Olympia A blev ingen succé och blev ersatt av den nya Opel Ascona 1970.
Versioner:
| Modell | Årsmodell | Motor              | Cylindervolym | Effekt | Bränslesystem   |
| ------ | --------- | ------------------ | ------------- | ------ | --------------- |
| 11 SR  | 1967-70   | 4-cyl radmotor ohv | 1078 cm³      | 60 hk  | Enkel förgasare |
| 17 S   | 1967-70   | 4-cyl radmotor CIH | 1698 cm³      | 75 hk  | Enkel förgasare |
| 19 S   | 1967-70   | 4-cyl radmotor CIH | 1897 cm³      | 90 hk  | Enkel förgasare |

## Bilder

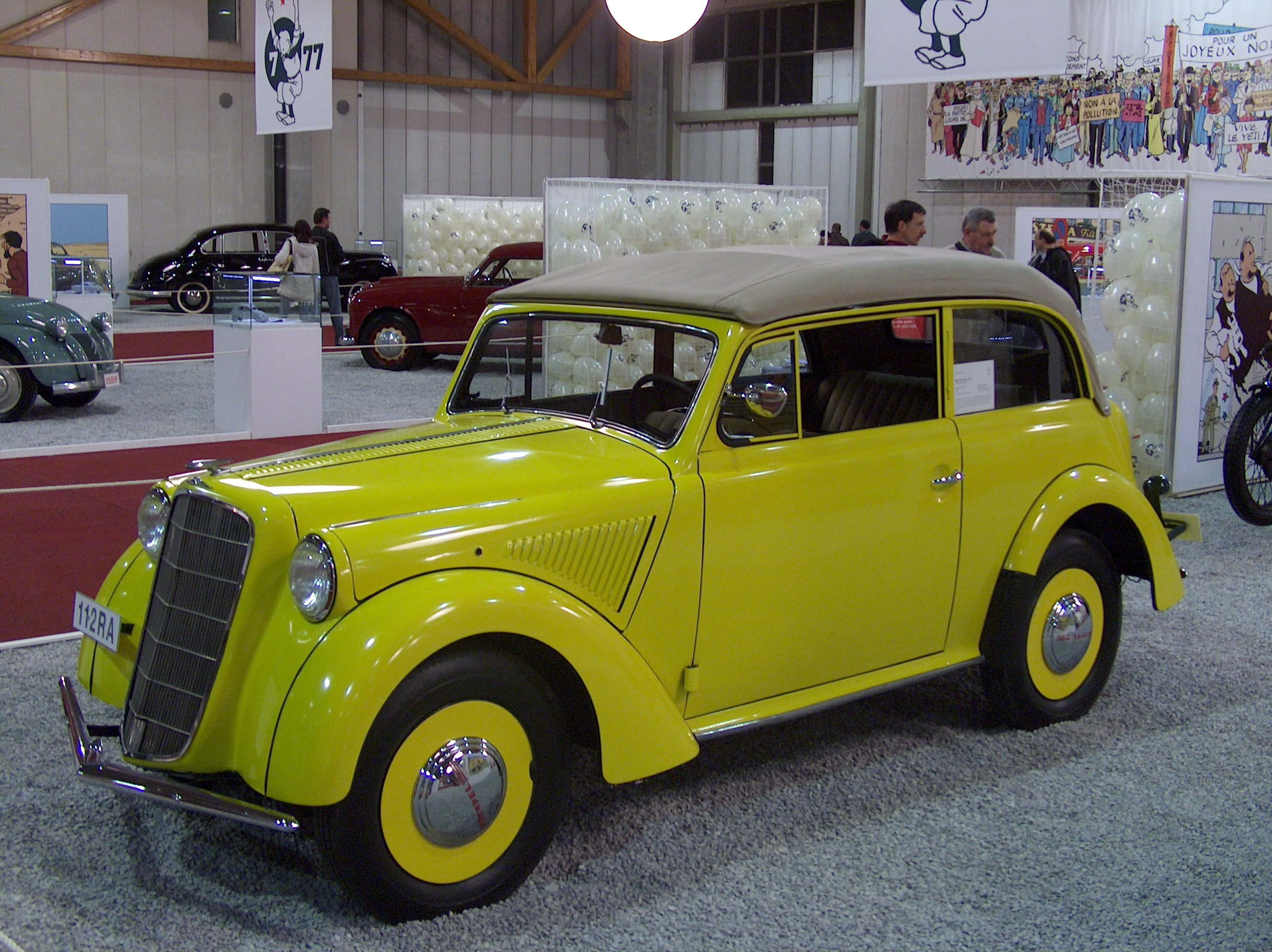
Olympia '35
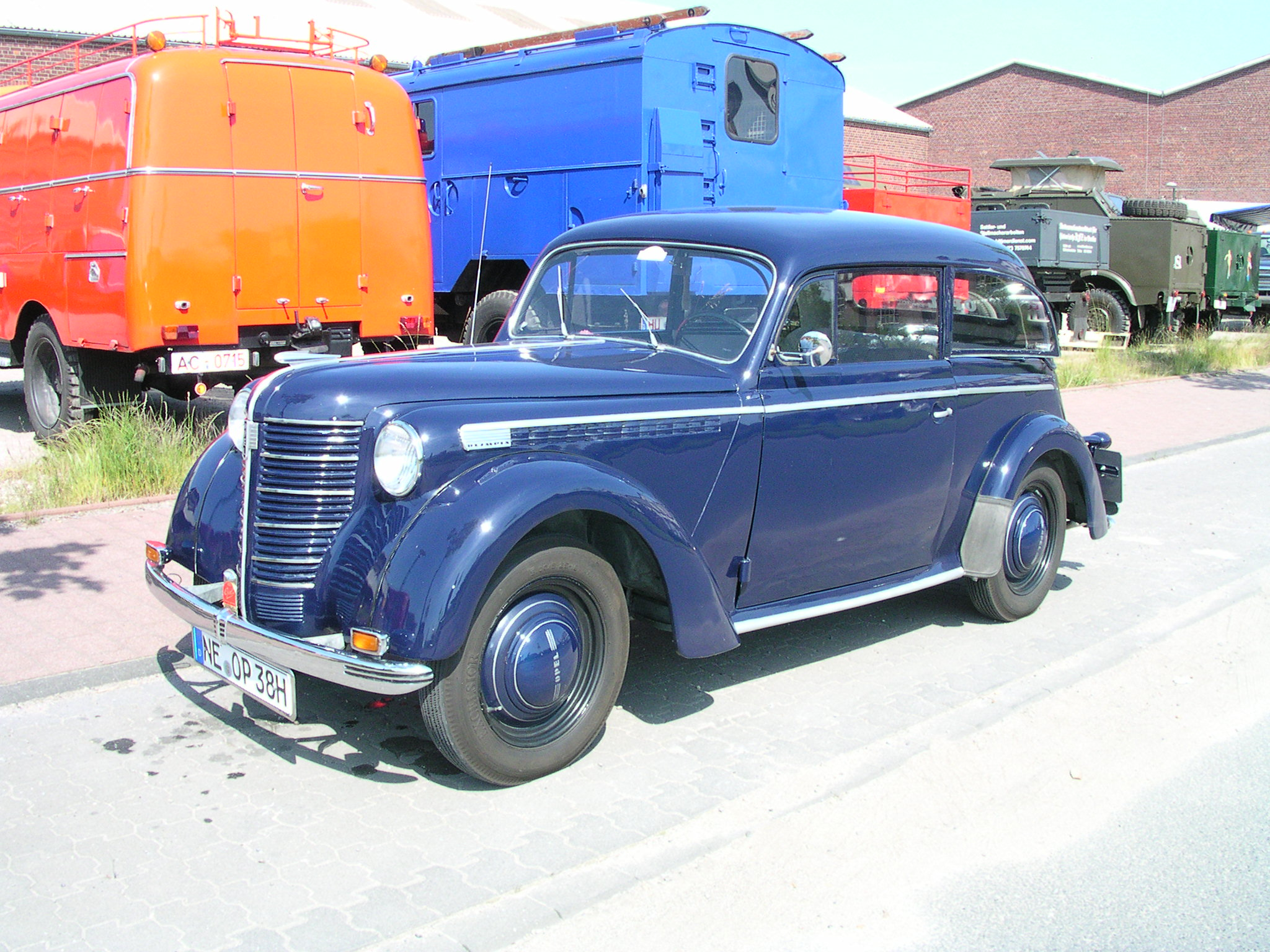
Olympia '38
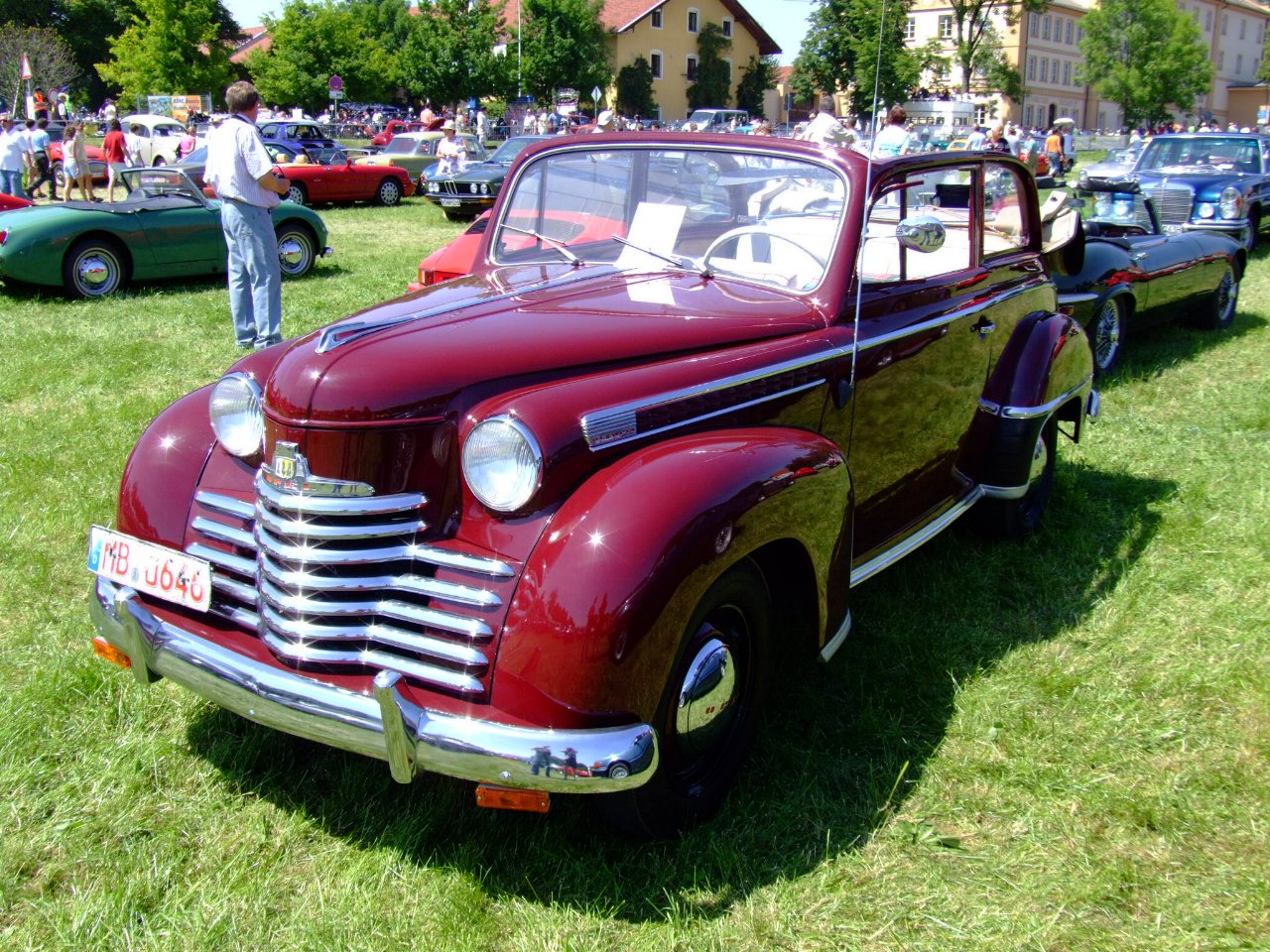
Olympia '50
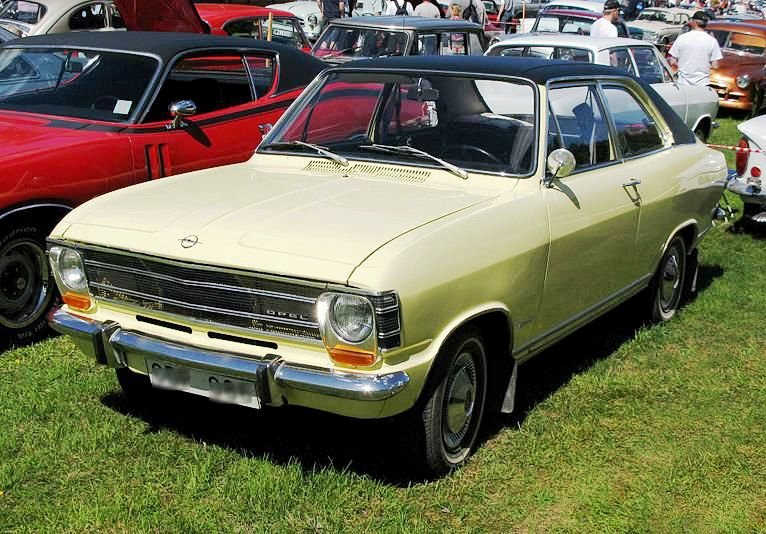
Olympia A